# 智己LS6
智己LS6是由上汽集团旗下智己汽车生产的一款中型跨界休旅车，亦是该品牌下第三款车型。该车于2023年10月正式发布。

## 历史
2023年8月，智己汽车推出第三款车型LS6，随后开放预订，预售价区间为23-30万元人民币。截至10月3日，LS6的预订数量超过2.5万辆。10月12日，智己LS6正式上市与交付，同时邀请演员金晨担任代言人。LS6共推出四个版本，同时提供准500V和准900V的双平台。
2023年11月，智己LS6实现8158辆的销量，首次成为中国大陆“中大型纯电SUV”月度销量冠军；12月初位居“全品类中大型SUV”销量排行榜第四名。
在澳大利亚市场，智己LS6将于2025年以MG品牌的名义销售。

## 特征

### 外观设计

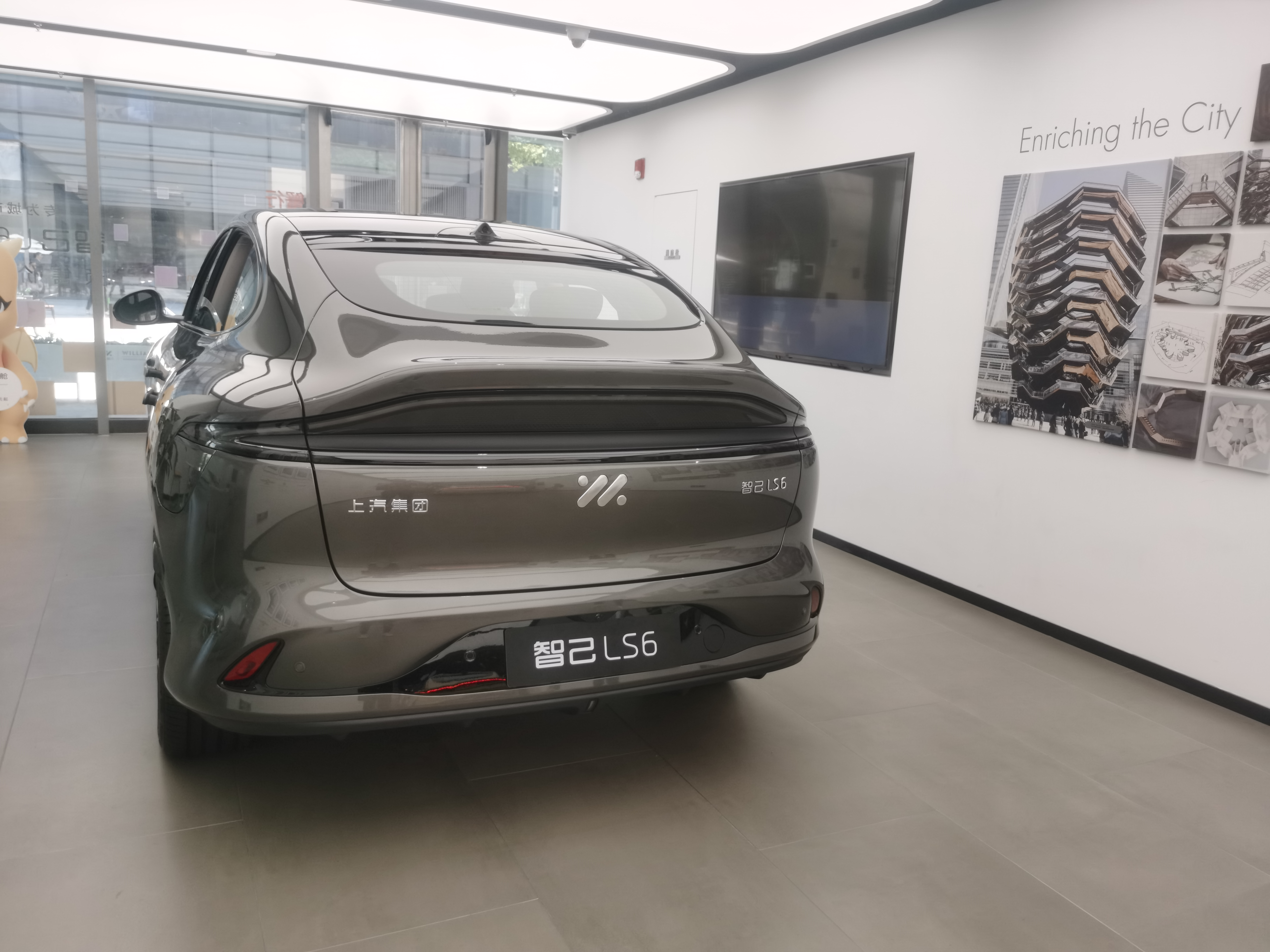
智己LS6后侧

智己LS6与LS7的外观极为相似，但在细节上有所调整。LS6在设计上呈更前卫风格，主要调整有更多的前保险杠装饰、更大的前进气口，以及重新设计的前大灯。车辆顶部可选装激光雷达。在尾部设计上，LS6采用贯穿式灯组，而后包围造型与LS7有所不同。全车采用空气动力学孔隙式设计，风阻系数为0.237。

### 动力系统
智己LS6共推出准900V和准500V的两个性能平台版本。其中准900V版本的百公里加速为3.48秒，在内部测试的最高时速为每小时305公里。双电机最大功率可达579千瓦，总扭矩达800牛·米；最大工作电压为875伏，峰值充电功率为396千瓦，充电5分钟最多可充200公里续航。

### 内饰

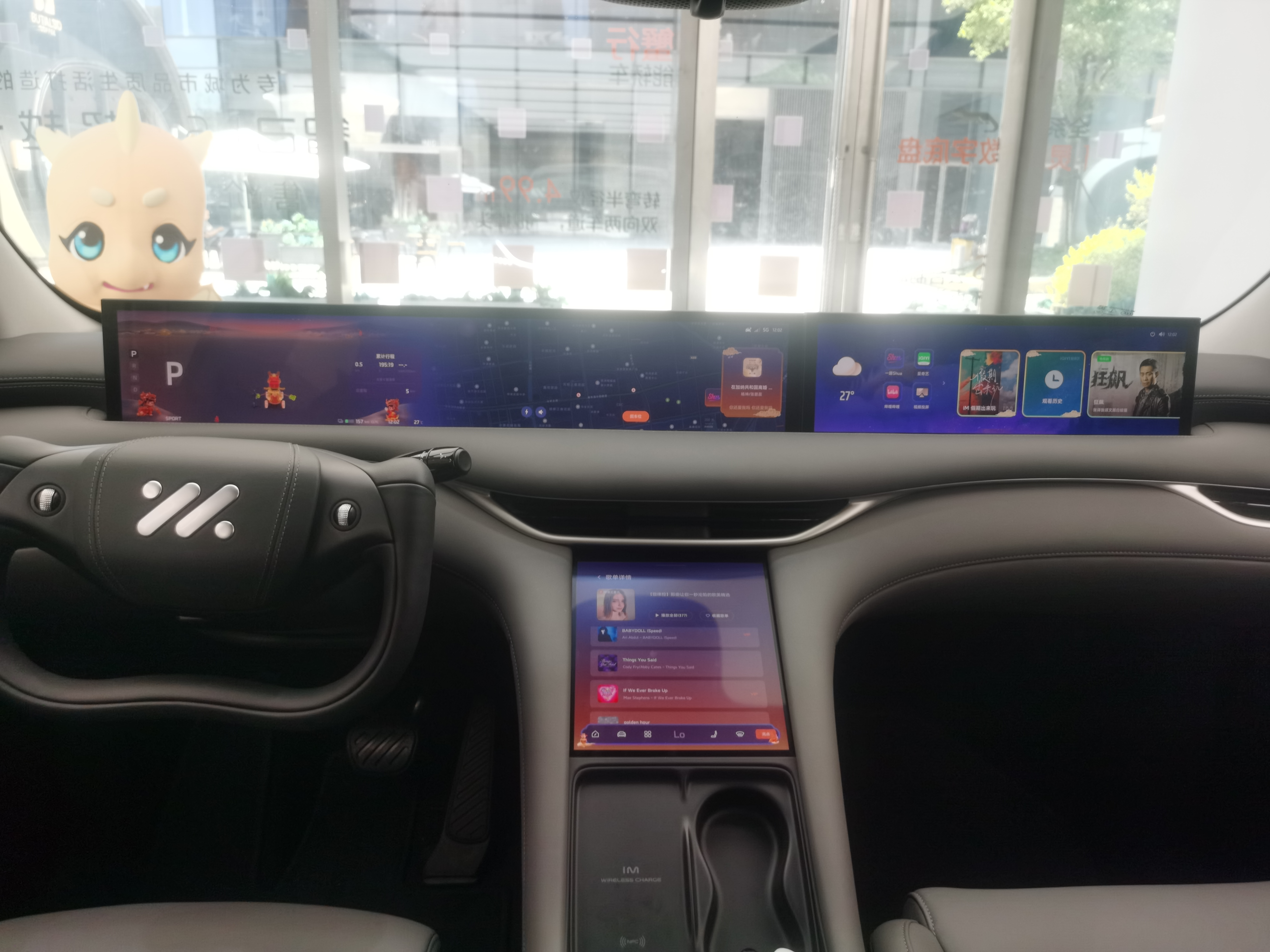
智己LS6前座

与LS7类似，智己LS6采用双屏布局的驾驶舱设计：第一个屏幕横跨仪表板（即“全画幅数字驾舱屏”），包括数字时钟、多媒体系统屏幕和乘客娱乐中心功能。第二个屏幕呈垂直样式，除其他功能外，还用于空调面板和其他车辆功能控制。方向盘除常规圆形款外，亦可选配半辐式方向盘。LS6的座椅设计上亦符合人体工学的支撑形态。

### 智能驾驶
在智能驾驶方面，智己LS6搭载IMOS 2.0智能座舱软件系统，配备英伟达Orin X芯片和超远距激光雷达。全车型配备“全域数字视野补盲”、“雨夜模式”、“一键AI代驾”等智驾功能。

## 车机故障争议
2024年1月2日，有车主反映智己出现大规模车机故障，车辆设备无法正常使用，受影响的车型为推出刚不久的LS6。受此故障影响，有大量车主致电客服热线导致电话占线。随后智己汽车表示向LS6用户推送软件更新。

## 外部鏈接
- 官方网站
- 维基共享资源上的相關多媒體資源：智己LS6